# Laura Bakker
Laura Bakker (Amsterdam, 4 maart 1996) is een Nederlands actrice en cabaretier.

## Biografie
Laura Bakker studeerde in 2021 af aan de Amsterdamse Toneelschool en Kleinkunstacademie. Na haar afstuderen speelde ze in diverse televisieproducties. Voor haar eerste filmrol in de televisiefilm Heartbeats won ze een Gouden Kalf voor "Beste hoofdrol korte film/singleplay". In 2024 won ze twee Gouden Kalf-filmprijzen, zowel voor haar bijrol in de speelfilm Dit is geen kerstfilm als haar hoofdrol in de korte film Marleen.
Samen met Isabelle Kafando vormt ze het cabaretduo "n00b". In 2021 wonnen ze zowel de Publieksprijs als de Wim Sonneveldprijs op het Amsterdams Kleinkunst Festival. Na hun afstuderen maakten ze hun eerste avondvullende programma, dat in 2022 in première ging in De Kleine Komedie in Amsterdam en in 2023 en 2024 vertoond werd. In 2023 wonnen ze met hun voorstelling n00b speelt n00b de cabaretprijs Neerlands Hoop.

## Filmografie
- 2025: Wheelie (televisiefilm) - als Jane
- 2025: Pinksterprins (televisiefilm) - als Lilly
- 2024: Dit is geen kerstfilm - als Jamea
- 2024: Marleen (korte film)
- 2024: Jackson & Malone (televisieserie, 4 afleveringen) - als Annemiek
- 2023: Niks gebeurd (korte film)
- 2023: Rundfunk: Duco & Ro (televisieserie, 2 afleveringen) - als Selma
- 2023: De Poli (televisieserie, 1 aflevering) - als Indra
- 2023: De droom van de jeugd (televisieserie, 3 afleveringen) - als Suus Wander
- 2023: Dag & nacht (televisieserie, 2 afleveringen) - als Uma Bonnet
- 2022: Dirty Lines (televisieserie, 6 afleveringen) - als Nina Peters
- 2021: Nieuw zeer (televisieserie, 3 afleveringen)
- 2021: Heartbeats (korte tv-film) - als Lorah

## Prijzen en nominaties
De belangrijkste:
| Jaar | Prijs       | Categorie                            | Film                  | Uitslag  |
| ---- | ----------- | ------------------------------------ | --------------------- | -------- |
| 2024 | Gouden Kalf | Beste bijrol                         | Dit is geen kerstfilm | Gewonnen |
| 2024 | Gouden Kalf | Beste hoofdrol korte film/singleplay | Marleen               | Gewonnen |
| 2021 | Gouden Kalf | Beste hoofdrol korte film/singleplay | Heartbeats            | Gewonnen |